# Hellinsia purus
Hellinsia purus là một loài bướm đêm thuộc họ Pterophoridae. Nó được biết đến ở Nam Phi.